# Ingrid Foght
Ingrid Hilda Charlotta Foght, född 12 oktober 1919 i Göteborg, död där 21 maj 1980, var en svensk skådespelare.
Foght studerade vid Dramatens elevskola 1938–1940. Hon filmdebuterade 1940 i Nils Jerrings Vi Masthuggspojkar och kom att medverka i totalt sex filmer fram till och med 1943. 1944 spelade hon i pjäsen Den obevingade segern på Folkan.

## Filmografi
- 1940 – Vi Masthuggspojkar
- 1940 – Swing it, magistern!
- 1940 – Snurriga familjen
- 1940 – Gentleman att hyra
- 1941 – Söderpojkar
- 1943 – Flickan är ett fynd

## Teater

### Roller
| År   | Roll      | Produktion                              | Regi        | Teater         |
| ---- | --------- | --------------------------------------- | ----------- | -------------- |
| 1944 | En flicka | Den obetvingade segern Maxwell Anderson | Sam Besekow | Blancheteatern |